# Hohlblockstein

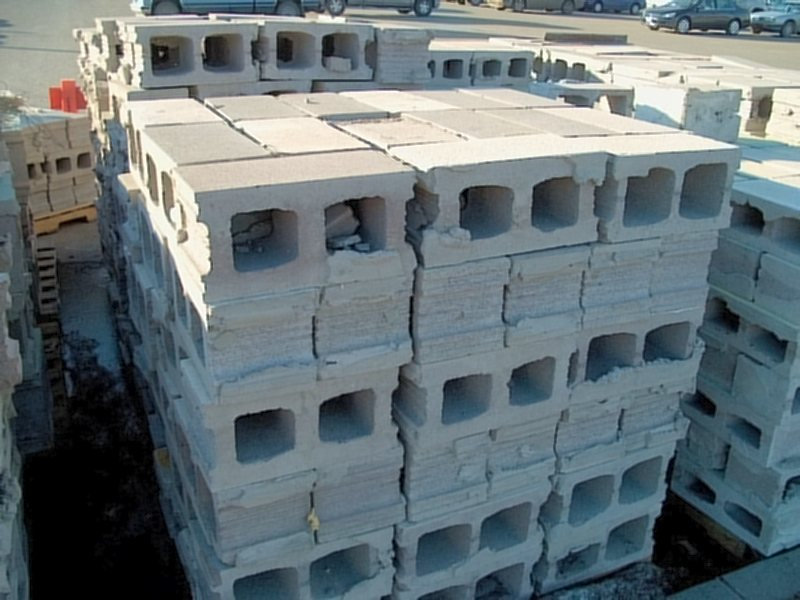
Hohlblocksteine im Format 8 × 8 × 16 Zoll

Ein Hohlblockstein ist ein großformatiger Baustein zum Mauern aus Beton oder Leichtbeton mit Luftkammern senkrecht zur Lagerfläche. Teilweise werden auch Steine aus Kalksandstein (>15 % Lochanteil) als Hohlblocksteine hergestellt.

## Eigenschaften

### Technische Eigenschaften
Die Luftkammern im Stein verbessern dessen Wärmedämmung. Sie sind meistens rechteckig. Die Luftkammern sind an der Oberseite in der Regel geschlossen, damit der den Stein verbindende Mörtel nicht durchfällt. In seltenen Fällen bleiben sie offen und werden genutzt, um statisch verstärkende Strukturen durch die Mauer zu führen. An der Unterseite sind die Luftkammern offen, sodass der Mörtel beim Aufsetzen etwas in die Kammern eindringt und die Mauer horizontal stabilisiert. Die Hohlräume erleichtern es, Hohlblocksteine mit dem Maurerbeil zu halbieren oder anders zu teilen.
Die Rohdichte liegt meistens zwischen 0,8 und 1,4 g/cm³. Ein F90-Feuerschutz wird schon ab 17,5 cm Wandstärke erreicht; Brandschutzmauern benötigen 30 cm. Hohlblocksteine als Außenwände benötigen nach heutigen Maßstäben zusätzliche Dämmstoffschichten.

### Maße
Ein Hohlblock (Hbn) ist ein fünfseitig geschlossener Mauerstein aus Beton mit Kammern senkrecht zur Lagerfläche mit einer Sollhöhe ≤238 mm bei Mauerwerk mit Dickbettfuge bzw. einer Sollhöhe ≤249 mm bei Planstein-Mauerwerk und einer Abdeckung oberhalb der Kammern mit einer Dicke von mindestens 10 mm.
Übliche Breiten sind 11,5 cm, 12 cm, 17,5 cm, 24 cm, 25 cm, 30 cm, 36 cm, 38 cm und 49 cm. Damit die Blöcke nicht zu schwer zum Mauern werden, sind die breiteren Steine kürzer als die schmaleren. Die Gewichte liegen meistens zwischen 15 und 25 kg pro Stein. Typische Verhältnisse sind (Breite mal Länge in cm) 11,5 × 49, 25 × 38, 30 × 38 und 38 × 25. An den Breitseiten sind oft Rillen eingearbeitet, oftmals nach dem Nut-und-Feder-Prinzip. Einige Hersteller bieten noch andere Abmessungen an.

## Einsatz

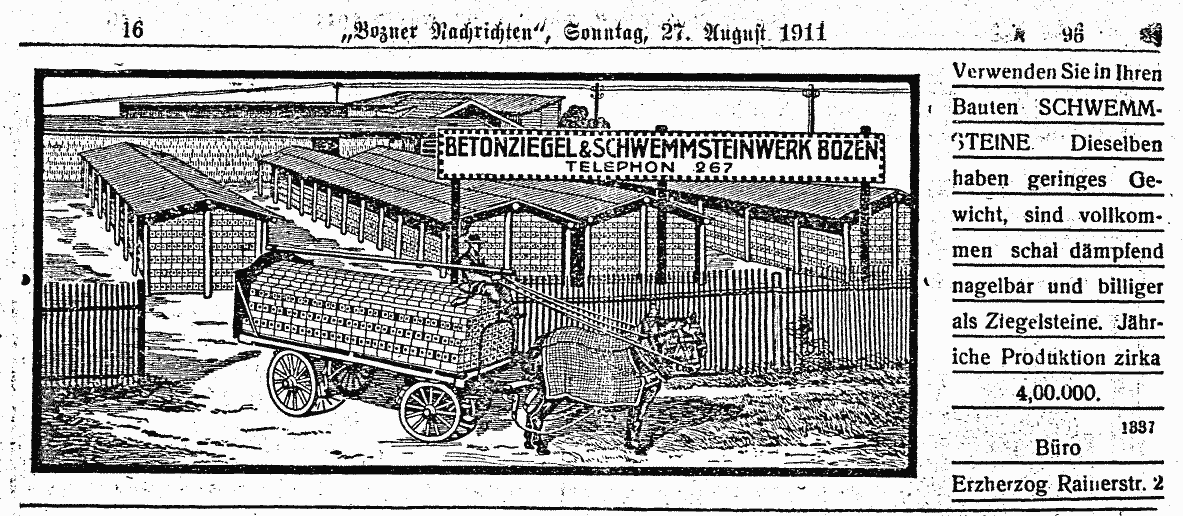
Zeitungswerbung aus den Bozner Nachrichten von 1911 für Betonziegel

Beton-Hohlblocksteine gibt es seit der Mitte des 19. Jahrhunderts. Ein erstes Patent dazu stammt aus Großbritannien vom 17. November 1850. Die günstig herzustellenden Hohlblocksteine waren für Außenwände und tragende Wände bei Ein- und Zweifamilienhäusern lange Zeit das vorherrschende Baumaterial, meistens mit den Wandstärken 24 oder 30 cm. In den 1970er Jahren wurden sie mehr und mehr durch die besser wärmedämmenden Ziegel- oder Porenbetonsteine verdrängt.
Die heutigen wärmedämmtechnischen Anforderungen werden bei wirtschaftlichen Wanddicken nur von relativ leichten Mauersteinen erreicht. Weil aus der Bauweise mit leichten Mauersteinen bautechnische Probleme resultieren (z. B. erhöhte Rissgefahr), werden gemauerte Außenwandkonstruktionen heute häufig in Mauerwerk einer mittleren oder schweren Rohdichteklasse und außenseitig angeordnetem Wärmedämm-Verbundsystemen ausgeführt.
Betonhohlblocksteine werden als kostengünstige und leicht zu verarbeitende Lösung vorwiegend bei Garagen, Hallen, Grundstücksmauern oder Kellerkonstruktionen eingesetzt, bei denen die Wärmedämmung eine untergeordnete Rolle spielt.